# Maske in Blau
Personnages
- Evelyne Valera (soprano)
- Armando Cellini (ténor)
- Juliska Varady (soubrette)
- Josef Fraunhofer (ténor-bouffon)
- Franz Kilian (chanteur comique)
- Marchese Cavalotti (acteur)
- Gonzala, majordome d'Evelyne Valera (acteur)
- Pedro dal Vegas (acteur)
- Deux Gauchos (acteur)
- Un augergiste (acteur)
- Le réceptionniste au Grand Hôtel (acteur)

Airs
- Die Juliska, die Juliska aus Buda-, Budapest, die hat ein Herz aus Paprika
- Schau einer schönen Frau nicht zu tief in die Augen, denn was ihr Blick verspricht, das hält sie nicht
- Am Rio Negro, da steht ein kleines verträumtes Haus
- Sassa, Sassa!
- Ja, das Temp’rament, ja, das Temp’rament, ja das liegt mir im Blut
- In dir hab ich mein Glück gefunden
- Maske in Blau – Maske in Blau

Maske in Blau (en français Masque en bleu) est un opérette de Fred Raymond sur un livret de Heinz Hentschke et des paroles de Günther Schwenn.
La version française est d'Eugène Bertrand pour le livret et de Henry Lemarchand pour les paroles.

## Argument
Premier acte
Sanremo, Italie
Armando Cellini est un artiste célèbre. Avec son tableau Masque en bleu, il a remporté le premier prix d'un concours et ainsi réalisé une percée sur le marché de l'art. Le tableau fut créé il y a exactement un an lorsqu'il était invité à un bal et représentait une belle femme qu'il ne connaissait pas. Depuis, cette femme le hante. Comme elle promit de revenir dans un an jour pour jour, il espère la voir aujourd'hui. Pour qu'il puisse la reconnaître sans son masque bleu, il lui donna une bague après avoir terminé le tableau et lui demanda de la porter à son retour.
Evelyne Valera, une riche propriétaire de plantation en Argentine, arrive au Grand Hôtel avec son entourage. Chaque visiteur soupçonne que cela doit être le "masque en bleu". La dame a l'intention de rendre visite au peintre dans son atelier.
Armando Cellini attend avec impatience la visite de la beauté inconnue. Lorsque la sonnette retentit, il pense qu'elle est là, mais est amèrement déçu. Un homme étrange entre dans son studio et se fait appeler Pedro dal Vegas. La seule chose qui l'intéresse est le tableau Masque en bleu. Sa demande est insatisfaite.
Peu de temps après que Pedro dal Vegas a quitté l'atelier du peintre, un nouvel invité est annoncé. Il s'agit cette fois du tant attendu « masque en bleu ». Le peintre la reconnaît à sa bague. Immédiatement, cela commence à jaillir entre les deux et ils s'avouent leur amour.
Le lendemain, un festival de rue est célébré à San Remo. Armando Cellini et Pedro dal Vegas se rencontrent à nouveau. Il veut gagner les faveurs de la riche planteuse par tous les moyens afin de pouvoir réorganiser ses finances. Comme il l'a remarqué, Pedro dal Vegas a un plan sinistre : il réussit à voler la bague du sac à main d'Evelyne. Il la rend maintenant à sa propriétaire. Armando Cellini est maintenant mort de tristesse. Il n'avait jamais imaginé un changement d'avis aussi rapide de la part de sa bien-aimée.
Dans la salle de bal de son palais, le marquis Cavalotti donne une réception en l'honneur de son protégé Armando Cellini. Gonzala, le majordome d'Evelyne Valera, et Franz Kilian, le meilleur ami d'Armando, entament une conversation. Gonzala aimerait voir sa patronne prendre le peintre comme mari. Mais il craint que le vantard Pedro dal Vegas ne dispute son rang. Les deux décident donc de jouer le destin. Alors que le festival approche de son apogée, ils annoncent devant tous les invités qu'Evelyne Valera et Armando Cellini viennent de se fiancer. Ce dernier est horrifié car il sent que la riche propriétaire de la plantation a joué de lui. Mais il n'y a pas d'autre moyen. Elle quitte le palais furieuse.
Deuxième acte
Province de Río Negro, Argentine
Evelyne est retournée dans son hacienda du Río Grande et tente d'oublier Armando Cellini, mais échoue. En attendant, son majordome entretient une correspondance animée avec l'ami d'Armando, Franz Kilian. Les deux ne renoncent pas à réunir le couple après tout. Mais Pedro dal Vegas s'obstine aussi à conquérir Evelyne. Cependant, elle ne sait pas si elle doit céder à sa cour.
Soudain, un postier s'approche avec un télégramme pour la propriétaire terrienne. L'intrigant Vegas réussit à intercepter la dépêche et à la lire. Dans ce document, Armando Cellini annonce qu'il a débarqué avec quelques amis dans la capitale provinciale voisine et qu'il visitera bientôt sa propriété ; parce qu'entre-temps, il a appris comment la bague est entrée en possession de dal Vegas. L'Argentin va immédiatement dans la capitale provinciale. Cependant, il a raté le fait que l'un des gauchos a remarqué qu'il a lu le télégramme. Le gaucho prévient le majordome qui part à la poursuite de l'escroc.
Après qu'Armondo Cellini a envoyé le télégramme dans la capitale provinciale, il entende la rumeur selon laquelle les fiançailles d'Evelyne avec Pedro dal Vegas sont imminentes. Sans réfléchir longtemps, il va à l'hacienda. À mi-parcours, l'Argentin frauduleux vient vers lui. Le peintre sait l'achever de telle manière qu'il renonce finalement à son projet d'épouser Evelyne.
Lorsque le majordome arrive un peu plus tard avec les amis d'Armando à l'hacienda, tout le monde célèbre une joyeuse fête, qui mène bien sûr aux fiançailles attendues.

## Orchestration
| Instrumentation de Maske in Blau                                                                                             |
| Bois |
| 2 flûtes, 1 piccolo, 3 clarinettes, 1 clarinette basse, 2 saxophones alto, 1 saxophone ténor, 1 saxophone baryton, accordéon |
| Cuivres |
| 3 trompettes, 2 trombones |
| Percussions |
| Instrument à cordes pincées                                                                                                  |
| 1 harpe, 1 guitare |
| Instrument à cordes frappées                                                                                                 |
| 1 piano |

## Adaptations
- 1943 : Masque en bleu (de), film allemand réalisé par Paul Martin
- 1953 : Masque en bleu, film allemand réalisé par Georg Jacoby

## Source de la traduction
- (de) Cet article est partiellement ou en totalité issu de l’article de Wikipédia en allemand intitulé « Maske in Blau (Operette) » (voir la liste des auteurs).